# Xã Conyngham, Quận Luzerne, Pennsylvania
Xã Conyngham (tiếng Anh: Conyngham Township) là một xã thuộc quận Luzerne, tiểu bang Pennsylvania, Hoa Kỳ. Năm 2010, dân số của xã này là 1.453 người.